# Австрийска империя
Австрийската империя (на немски: Kaiserthum Österreich) е историческа държава в Централна Европа със столица Виена, обединила наследствените владения на Хабсбургите, които дотогава нямат общо название.
Създадена е през 1804 г. от император Франц II в отговор на провъзгласяването на Наполеон I за император. През 1806 г. след натиск от страна на Наполеон са премахнати институциите на Свещената Римска империя, чийто монарх традиционно е бил ерцхерцогът на Австрия.
През 1867 г. след неуспешни опити за реформи е направен така нареченият компромис (на немски: Ausgleich; на унгарски: kiegyezés): Австрийската империя е преобразувана в дуалистична монархия под наименованието Австро-Унгария, като е разделена на земи на австрийската и на унгарската корона, но с общ монарх.

## Земи на австрийската корона
- Бохемия (Königreich Böhmen)
- Кралство Унгария (Königreich Ungarn)
- Кралство Далмация (Königreich Dalmatien)
- Кралство Галиция и Лодомерия (Königreich Galizien und Lodomerien)
- Кралство Хърватия и Славония (Königreich Kroatien und Slawonien), с Военна Крайна 1578 – 1871
- Кралство Ломбардия-Венеция (Lombardo-Venezianisches Königreich)
- Ерцхерцогство Австрия (Erzherzogtum Österreich)
- Херцогство Каринтия (Herzogtum Kärnten)
- Херцогство Крайна (Herzogtum Krain)
- Херцогство Залцбург (Herzogtum Salzburg)
- Херцогство Силезия (Herzogtum Schlesien)
- Херцогство Щирия (Herzogtum Steiermark)
- Херцогство Буковина (Herzogtum Bukowina)
- Войводство Сърбия и Тамишки Банат (Woiwodschaft Serbien und Tamisch Banat)
- Велико княжество Трансилвания (Großfürstentum Siebenbürgen)
- Маркграфство Моравия (Markgrafschaft Mähren)
- Княжеско графство Тирол (Gefürstete Grafschaft Tirol)
- Графство Гориция и Градишка (Grafschaft Görz und Gradisca)
- Форарлберг
- Истрия (Istrien)